# Lim Chul-woo
Lim Chulwoo oder auch Lim Chul-woo (* 15. Oktober 1954 auf Wando, Provinz Süd-Chŏlla) ist ein südkoreanischer Schriftsteller.

## Leben
Lim wurde in einem Dorf auf der südkoreanischen Insel Wando geboren. Er studierte Englische Sprache und Literatur an der Sogang-Universität in Seoul. Später wechselte er auf die Universität Chonnam in Kwangju, wo er 1996 promovierte. Als Student erlebte er 1980 den Kwangju-Aufstand mit, bei dem zahlreiche Demonstranten durch das Militär umgebracht wurden.
Die meisten Werke Lims beschäftigen sich mit dem Aufstand von 1980 und dem Koreakrieg als Hintergrund und analysieren die Schuldgefühle derer, die angesichts der politischen Unterdrückung und Gewalt machtlos waren. Ein Jahr nach dem Kwangju-Massaker veröffentlichte er seine erste Kurzgeschichte Der Hundedieb, in der die Teilung des Landes und die Gewalttätigkeit der ideologischen Konflikte versprachlicht werden. Lims Ziel, die Tragödie des Aufstands zu dokumentieren, gipfelte in Frühlingstag, einem fünfbändigen Roman, der über einen Zeitraum von acht Jahren entstand.
Lim ist als Professor für Kreatives Schreiben an der Hanshin University tätig. Für seine Werke erhielt er zahlreiche Auszeichnungen.

## Arbeiten

### Koreanisch
- 아버지의 땅 (Die Erde des Vaters) Seoul: Munhak-kwa chisŏnggsa 1984
- 그리운 남쪽 (Sehnsucht nach dem Süden) Seoul: Munhak-kwa chisŏnggsa 1985
- 불임기 (Unfruchtbare Zeiten) Seoul: Munhak-kwa chisŏnggsa 1985
- 달빛밟기 (Heimkehr im Mondschein) Seoul: Munhak-kwa chisŏnggsa 1987
- 붉은 산 흰 새 (Roter Berg, weißer Vogel) Seoul: Munhak-kwa chisŏnggsa 1990
- 그 섬에 가고 싶다 (Die Insel) Seoul: Sallim 1991
- 직선과 독가스 (Gerade Linie und Giftgas) Seoul: Munhak sasangsa 1993
- 등대 아래서 휘파람 (Pfiffe unter dem Leuchtturm) Hanyang 1993
- 봄날 (Frühlingstag) Seoul: Munhak-kwa chisŏnggsa 1997
- 백년여관 (Das Jahrhundert Motel) Seoul: Hankyoreh sinmunsa 2004

#### Deutsche Ausgaben
- Der Onkel von Muk in: die horen. Zeitschrift für Literatur, Kunst und Kritik. 41. Jg., 4/96
- Die Erde des Vaters in: Am Ende der Zeit, Bielefeld: Pendragon 1999 ISBN 978-3-92909-684-2
- Die Erde des Vaters, Bielefeld: Pendragon. ISBN 978-3-86532-070-4
- Unfruchtbare Zeiten in: Versammelte Lichter, Bielefeld: Pendragon 2002 ISBN 978-3-93487-234-9
- Das rote Zimmer, Bielefeld: Pendragon 2003 ISBN 978-3-93487-246-2
- Abschiedstal, München: Iudicium 2015 ISBN 978-3-86205-415-2
- Das Viertel der Clowns, München: Iudicium 2018 ISBN 978-3-86205-519-7
- Die kleine Insel, München: Iudicium 2020 ISBN 978-3-86205-635-4
- Ein Flüstern aus der Mauer, München: Iudicium 2023 ISBN 978-3-86205-644-6

### Verfilmungen
- 그 섬에 가고 싶다 (Die Insel) (1993)

## Auszeichnungen
- 2005 – 제22회 요산문학상 (Yosan-Literaturpreis)
- 1998 – 제12회 단재상 (Tanjae-Preis)
- 1988 – 12회 이상문학상 (Yi-Sang-Literaturpreis)
- 1985 – 제17회 한국일보 문학상 (Hankook-Ilbo-Literaturpreis)